# Contradans
Contradansul este un dans popular format din linii lungi de cupluri. Are origini mixte din dansul englezesc, dansul scoțian și stilul de dans francez în secolul al XVII-lea. Uneori descris drept dans popular New England sau dans popular Appalachian, contradansul este popular în întreaga lume, dar este practicat mai ales în Statele Unite, Canada și alte țări anglofone.
Contradansul este un dans social la care se poate participa fără un partener. Dansatorii formează cupluri, iar cuplurile formează seturi de două cupluri în linii lungi, începând de la scenă și mergând pe lungimea sălii de dans. Pe parcursul unui dans, cuplurile de deplasează în sus și în jos pe aceste linii, dansând unul cu celălalt cuplu din linie. Dansul este condus de un apelant care învață succesiunea figurilor din dans înainte de începerea muzicii. Apelanții descriu seria de pași numiți „figuri”, iar într-un singur dans, un apelant poate include oriunde între 6-12 figuri, care se repetă pe măsură ce cuplurile se deplasează în sus și în jos.Fiecare dans conține  64 de bătăi, după care se repetă modelul. 
Aproape toate dansurile contra se desfășoară pe muzică live. Muzica cântată include melodii populare irlandeze, scoțiene, vechi și franceze-canadiene dar nu se limitează doar la ele. Vioara este considerată instrumentul de bază, deși pot fi folosite alte instrumente cu coarde, cum ar fi chitara, banjo, basul și mandolina, precum și pianul, acordeonul, flautul, clarinetul și multe altele. Unele contra dansuri sunt chiar făcute pentru muzica techno . Muzica dintr-un dans poate consta dintr-o singură melodie sau o serie de melodii, iar schimbările cheie pe parcursul unui dans sunt frecvente. 
Mulți apelanți și trupe fac concerte pentru dansuri locale, iar unii sunt angajați să modereze pentru dansuri din SUA și Canada.  Mulți dansatori călătoresc pe plan regional (sau chiar la nivel național) pentru weekend-uri de contra dans și tabere de o săptămână, unde se așteaptă să găsească alți dansatori dedicați, mari apelanți și trupe grozave. 

## Istorie

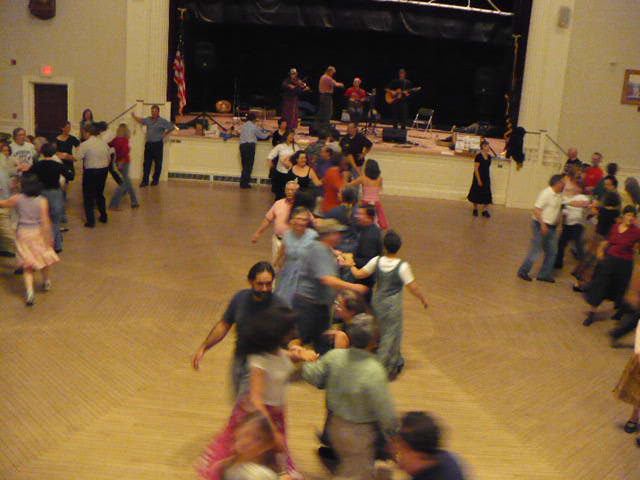
Contra dansatori din Peterborough, New Hampshire

Contradansul  este o formă populară de recreere de care se bucură oameni de toate vârstele din peste 100 de orașe și orașe din Statele Unite (începând cu 2019), cu toate acestea are o istorie lungă care include originile europene și peste 100 de ani de influențe culturale din multe surse diferite.
La sfârșitul secolului al XVII-lea, cntradansuriloe  engleze au fost preluate de maeștrii de dans francezi. Francezii au numit aceste dansuri contra-dansuri sau contredans (care au tradus aproximativ „dans opus”), așa cum este indicat într-o carte de dans din 1710 numită Recuil de Contredance. Pe măsură ce a evoluat timpul, aceste dansuri s-au întors în Anglia și au fost răspândite și reinterpretate în Statele Unite, iar în cele din urmă forma franceză a numelui a ajuns să fie asociată cu dansurile populare americane, unde au fost numite alternativ „dansuri country” sau în unele părți din Noua Anglie, cum ar fi New Hampshire, „contradicții”.
Dansurile contra au fost la modă în Statele Unite și au fost considerate unul dintre cele mai populare dansuri sociale de-a lungul liniilor de clasă la sfârșitul secolului 18, deși aceste evenimente au fost de obicei denumite „dansuri country” până în anii 1780, când termenul contra dance a devenit mai mult comun pentru a descrie aceste evenimente.  La mijlocul secolului al XIX-lea, dansurile de grup au început să scadă în popularitate în favoarea cvadrilelor, lancierelor și dansurilor de cuplu, cum ar fi valsul și polca.
Henry Ford, fondatorul companiei Ford Motor, a avut un rol în conservarea contra și a dansului popular american în general, în parte ca  opoziție la  influențele moderne ale jazzului din Statele Unite.  În anii 1920, el a cerut prietenului și coordonatorului de dans din Massachusetts, Benjamin Lovett, să vină în Michigan pentru a începe un program de dans. Inițial, Lovett nu a putut, întrucât era sub contract la un han local; în consecință, Ford a cumpărat drepturile de proprietate asupra hanului. Lovett și Ford au inițiat un program de dans în Dearborn, Michigan, care a inclus mai multe dansuri populare, inclusiv contras.  Ford a publicat, de asemenea, o carte intitulată Bună dimineața: după un somn de douăzeci și cinci de ani, dansul de modă veche este înviat în 1926 care detaliază pașii pentru unele dansuri contra. 
În anii 1930 și 1940, popularitatea muzicii Jazz, Swing și „Big Band” a făcut ca contra dansul să fie abandonat în mai multe părți ale SUA și au avut loc în principal în orașele din porțiunile de nord-est ale Americii de Nord, cum ar fi Ohio, provinciile maritime din Canada, și în special în Noua Anglie. Ralph Page a menținut aproape singură tradiția New England până când a fost revitalizată în anii 1950 și 1960, în special de Ted Sannella și Dudley Laufman . Tradiția contra dansului din Noua Anglie a fost menținută și în Vermont de Ed Dankin Old Time Contra Dancers, format de Edwin Loyal Larkin în 1934. Grupul pe care l-a fondat încă îl mai practică, predă dansurile și susține lunar dansuri cu ușile deschise în Tunbridge, VT.
Până atunci, au apărut tabere de dans timpuriu și au apărut dansurile de weekend-uri, cum ar fi Pinewoods Camp, în Plymouth, Massachusetts, care a devenit în principal o tabără de muzică și dans în 1933  și NEFFA, New England Folk Festival, tot în Massachusetts, care a început în 1944. Pittsburgh Contra Dance a sărbătorit a 100-a aniversare în 2015 Acestea și altele continuă să fie populare, iar unele oferă și alte dansuri și activități pe lângă contra dansul. 
În anii '70, Sannella și alți apelanți au introdus mișcări de la English Country Dance, precum saluturile și elemente țigănești, în contra dansuri. Noile dansuri, precum Shadrack's Delight de Tony Parkes, au prezentat dansuri simetrice pentru toate cuplurile (anterior, activitățile și inactivitățile - a se vedea progresia de mai jos - au avut roluri semnificativ diferite). Dansuri de progresie dublă, popularizate de Herbie Gaudreau, adăugate la natura aerobă a dansurilor, iar un apelant, Gene Hubert, a scris un dans de progresie cvadruplu, Contra Madness . Formarea Becket a fost introdusă, cu parteneri unul lângă celălalt în linie în loc de opus. Brattleboro Dawn Dance a început în 1976 și continuă să funcționeze semianual.
La începutul anilor '80, Tod Whittemore a început primul dans de sâmbătă în Peterborough Town House, care rămâne unul dintre cele mai populare dansuri regionale.  Dansul Peterborough l-a influențat pe Bob McQuillen, care a devenit un muzician notabil în Noua Anglie. Pe măsură ce muzicienii și apelanții s-au mutat în alte locații, au fondat contra dansuri în Michigan, Washington, Oregon, California, Texas și în alte părți.
În ultimii 20 de ani, contra dance s-a bucurat de o popularitate reînnoită, deoarece mai multe persoane au putut afla despre această formă de divertisment și exerciții fizice prin intermediul site-urilor de internet, precum și despre disponibilitatea videoclipurilor contra dance.

## Evenimente

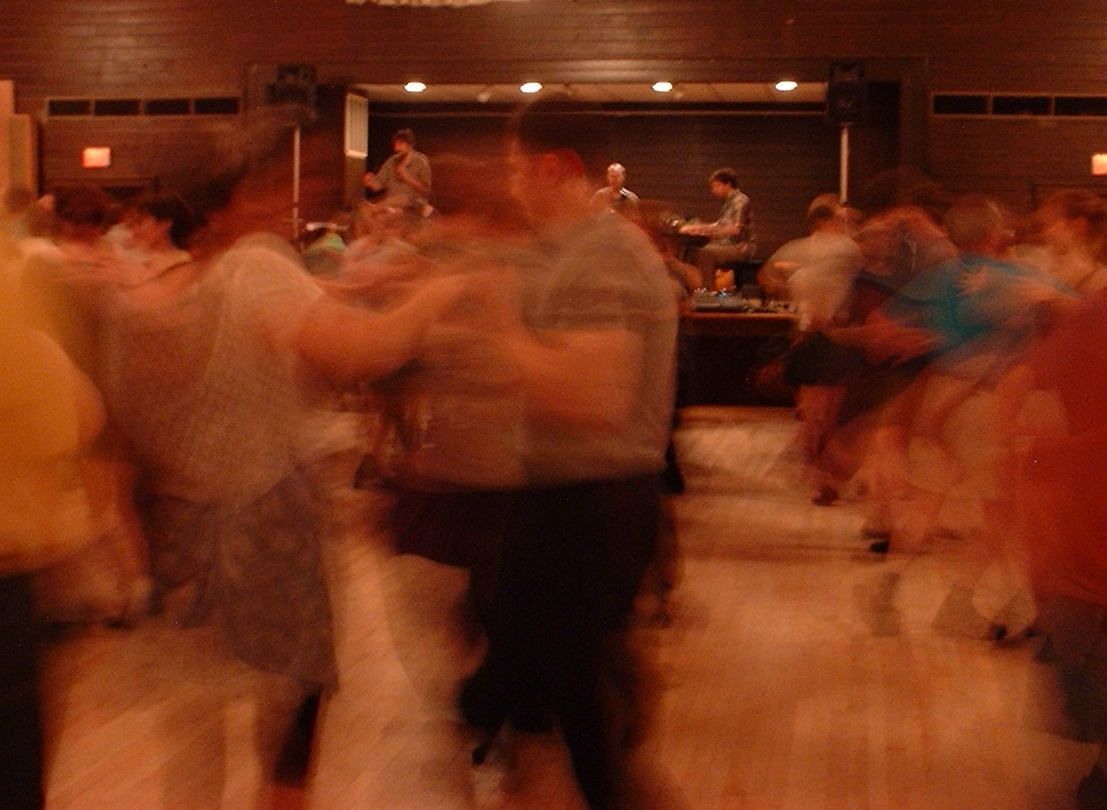
O noapte de joi contra dans în sala de veterani Fresh Pond of Foreign Wars din Cambridge, Massachusetts.

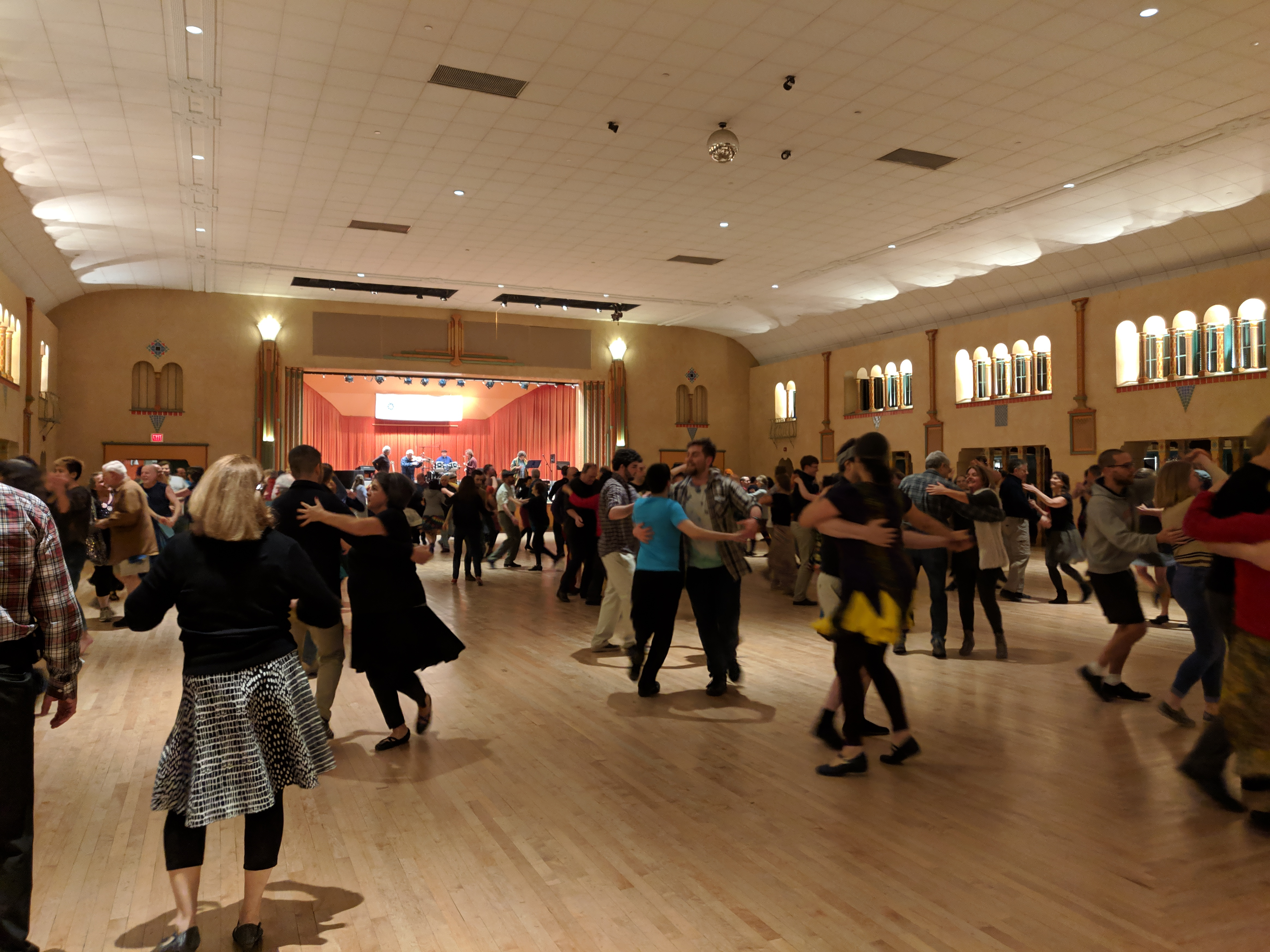
Contra dansatoare se leagănă la un dans de vineri seară în Glen Echo Park din suburbiile din Washington, DC

Evenimentele contra dance sunt deschise tuturor, indiferent de experiență, cu excepția cazului în care este etichetat în mod explicit altfel, și este un lucru obișnuit să vezi dansatori oriunde între 15 și 70 de ani și provenind din medii diferite. Contra dansurile favorizează relațiile de prietenie, iar consumul de alcool nu face parte din cultură.  Multe evenimente oferă instrucțiuni la nivel începător înainte de începerea dansului. O seară tipică de contra dans este lungă de trei ore, inclusiv o pauză. Evenimentul constă dintr-un număr de contra-dansuri individuale, fiecare durând aproximativ 15 minute și, de obicei, o intermisiune de bandă cu unele valsuri, dansuri scoține, polci sau hambos suedez. În unele locuri, dansurile în patru sunt făcute în amestec, după dorința apelantului . Muzica pentru seară este interpretată în mod obișnuit de o trupă live, care cântă jiguri și tambururi din Irlanda, Scoția, Canada sau SUA. Melodiile pot varia de la tradiționalul originar din urmă cu un secol, până la compoziții moderne, incluzând chitară electrică, tastatură sintetică și percuție de conducere - atât timp cât muzica se potrivește cu sincronizarea modelelor  de Contra dance. Uneori, o melodie rock va fi introdusă, spre deliciul dansatorilor. 
În general, un lider, cunoscut ca apelant, va învăța fiecare dans individual chiar înainte de a începe muzica pentru acel dans. În timpul acestei părți introductive, participanții învață dansul parcurgând pașii și grupurile, urmând instrucțiunile apelantului. Apelantul dă instrucțiunile oral și uneori le aduce cu demonstrații de pași de dansatori cu experiență din grup. Deplasarea continuă de obicei în ordinea mișcărilor, așa cum se vor face pe muzică; în unele dansuri, apelantul poate varia ordinea mișcărilor în timpul dansului, fapt care este de obicei explicat în partea de instrucțiuni de către apelant. 
După parcurgere, muzica începe și dansatorii repetă această secvență de câteva ori înainte ca acel dans să se încheie, de multe ori 10 până la 15 minute, în funcție de lungimea liniilor de dans. În mod normal, apelurile sunt efectuate cel puțin din primele ori, și deseori pentru ultima. La sfârșitul fiecărui dans, dansatorii le mulțumesc partenerilor. Tradiția contra dance în America de Nord este de a schimba partenerii pentru fiecare dans, în timp ce în Regatul Unit, de obicei, oamenii dansează cu același partener întreaga seară. Cine participă la o seară de contra dansuri în America de Nord nu are nevoie să-și aducă propriul partener. În scurta pauză dintre dansuri individuale, dansatorii se invită reciproc la dans. Rezervarea în avans, solicitând partenerului sau partenerilor din timp pentru fiecare dans individual este obișnuită în anumite locuri, dar unii au fost descurajați.    
Majoritatea dansurilor contra nu au un cod vestimentar preconizat.  Nu se poartă ținute speciale, dar se recomandă, de obicei, îmbrăcăminte confortabilă și care se potrivește mișcărilor, care nu le  restricționează.  Fustele ușoare sunt adesea purtate  la unele dansuri atât de bărbați, cât și de femei, deoarece acestea au un efect foarte frumos atunci când se leagănă sau se învârte.  Cu toate acestea, sunt recomandate încălțăminte cu talpă joasă, uzată, cu talpă moale, fără marcaj, cum ar fi pantofi de dans, adidași sau sandale, și, în unele locuri, sunt cerute.  Cum dansul poate fi aerobic, dansatorii sunt uneori încurajați să-și schimbe  hainele. 
Ca în orice dans social, cooperarea este vitală pentru contra dans. Întrucât de-a lungul oricărui dans unic, indivizii interacționează nu doar cu partenerii lor, ci cu toți ceilalți din grup, contra dansul ar putea fi considerat o activitate de grup. Așa cum va fi în mod necesar cazul în care începătorii sunt primiți de dansatori mai experimentați, se fac greșeli; majoritatea dansatorilor sunt dispuși să îi ajute pe începători în învățarea pașilor. Cu toate acestea, deoarece natura prietenoasă a dansurilor poate fi interpretată greșit sau chiar abuzată, unele grupuri au creat politici anti-hărțuire.  

## Formă

### formațiuni
Dansurile contra sunt aranjate în linii lungi de cupluri. O pereche de linii se numește set . Seturile sunt în general aranjate, astfel încât acestea rulează lungimea culoarului, partea superioară a setului fiind capătul cel mai apropiat de bandă și apelant. Corespunzător, partea de jos a setului este finalul cel mai îndepărtat de apelant. 
Cuplurile sunt formate din două persoane, în mod tradițional, dar nu neapărat un bărbat și o femeie, denumite în mod obișnuit gentilomul, bărbatul sau bărbatul și doamna sau femeia. Cuplurile interacționează în primul rând cu un cuplu adiacent pentru fiecare rundă a dansului. Fiecare subgrup de două cupluri care interacționează este cunoscut coregrafilor ca un set minor și dansatorilor ca patru sau mâinile patru . Cuplurile din același set minor sunt vecinii . Seturile minore își au originea în capul setului, începând cu cei mai buni dansatori ca 1s ( cuplul activ sau activi ); celălalt cuplu se numește al doilea (sau inactivi ). Se spune că cei 1 sunt peste cei 2 vecini; 2s sunt mai jos . Dacă există un număr neuniform de cupluri care dansează, cel mai jos cuplu va aștepta prima dată prin dans. 
Există patru moduri comune de aranjare a cuplurilor în seturile minore: formări adecvate, improprii, Becket și triplă .  Există multe forme suplimentare pe care le poate adopta un contra dance. Cinci dintre ele sunt: triplete, indecente, patru față-patru și set întreg. (Pentru diagrame și descrieri complete, consultați articolul principal Contra Dance Form . ) 
Un aspect fundamental al Contra Dansului este că fiecare dansator interacționează cu mai multe persoane diferite în intervalul fiecărei melodii. În timpul unui singur dans, același model se repetă de mai multe ori (o singură dată durează aproximativ 30 de secunde), dar de fiecare dată când tu și partenerul  veți dansa cu vecini noi. Dansatorii nu trebuie să memoreze aceste tipare în avans, deoarece liderul de dans, sau „Caller”, va explica, în general, modelul pentru fiecare melodie înainte de începerea muzicii și le va oferi oamenilor șansa de a „parcurge” modelul atât de nou cât și de nou. Dansatori cu experiență pot învăța mișcările. „Plimbarea prin” ajută, de asemenea, să înțelegem modul în care modelul dansului conduce către oameni noi de fiecare dată. Odată ce începe muzica, apelantul va continua să vorbească pe microfon și va descrie fiecare mișcare până când dansatorii vor fi confortabili cu acel model de dans. Progresia dansului către oameni noi este încorporată în modelul Contra Dance ca mișcare continuă cu muzica și nu întrerupe dansul. În timp ce toți dansatorii din sală fac parte din același model de dans, jumătate din cuplurile din cameră se îndreaptă către trupă / muzică în orice moment și jumătate se îndreaptă departe de muzică, așa că atunci când toți fac pasul înainte, vor găsi noi oamenii cu care să danseze pentru următoarele 30-40 de secunde. Acest efect este aproape ca un tablou de bord cu piese roșii și negre aranjate uniform pe întreaga tablă și toate piesele roșii se deplasează treptat spre o parte, în timp ce toate piesele negre progresează spre cealaltă parte. Odată ce oamenii ajung la marginea sălii sau „setează”, aceștia pot schimba direcția, se pot odihni / aștepta un ciclu de 30 de secunde al dansului și se vor întoarce în setul de dans pentru a continua, cât timp încă se aude muzică. 
Modelele contra dansurilor organizează de obicei întreaga sală de dansatori în grupuri mai mici de patru persoane sau două cupluri. În timp ce predau fiecare model de dans, apelantul se poate referi la persoanele care încep mai aproape de trupă drept „1s” și la persoanele care au început câțiva pași mai departe de muzică (dar sunt orientate spre trupă) ca „2s” (sau al doilea cuplu). Pe măsură ce modelul de dans progresează "1s" în cadrul fiecărui grup de patru persoane se vor îndepărta în josul sălii de muzică pentru a găsi noi dansatori, în timp ce cei 2 din fiecare grup de patru vor progresa / muta UP Hall către apelant și muzică . În intervalul de 10-15 minute, deseori dansezi cu toată lumea în întregul set de dansatori. (Vezi articolul despre forma contra dance pentru caracterizarea completă a progresiei în cele opt forme de dans menționate mai sus. ) În timp ce acest lucru poate suna „complicat”, așa cum se arată mai sus. . . În practică, este mai ușor să "faci doar", apelantul explicând lucrurile, iar alți dansatori care ajută la drum, iar efectul general este că îți place să dansezi cu un "set" de patru persoane timp de 30 de secunde, apoi să faci pas înainte și găsiți „oameni noi cu care să vă jucați” în timp ce vă deplasați prin cameră. 
Un singur dans se desfășoară în jur de zece minute, suficient de lung pentru a progresa de cel puțin 15-20 de ori. Dacă seturile au o lungime scurtă până la medie, apelantul va încerca adesea să ruleze dansul până când fiecare cuplu a dansat cu fiecare alt cuplu atât ca 1 cât și 2 și a revenit la locul unde au început. O sală tipică de dansatori Contra poate include aproximativ 120 de persoane; dar acest lucru variază de la 30 de persoane în orașe mai mici, la peste 300 de persoane în orașe precum Washington DC, Los Angeles sau New York. Cu seturi mai lungi (mai mult de 60 de persoane), timpul pentru o melodie nu permite dansul cu fiecare dansator din grup; dar oamenii se bucură în continuare de o varietate de personalități de dans, deoarece interacționează cu majoritatea cuplurilor din același set. 

## Coregrafie
Coregrafia contra dansului specifică formarea dansului, figurile și secvența figurilor respective dintr-un dans. În mod deosebit, figurile contra dance (cu câteva excepții) nu au un joc de picioare definit; în limitele muzicii și al confortului colegilor de dansatori, indivizii se mișcă în funcție de propriul gust. 
Majoritatea contra dansurilor constau dintr-o secvență de aproximativ 6 până la 12 figuri individuale, solicitate de apelant în timpul muzicii, pe măsură ce figurile sunt dansate. Pe măsură ce secvența se repetă, apelantul poate să-și reducă solicitarea și, eventual, să renunțe, lăsându-i pe dansatori unul cu altul în ritmul muzicii. 
O cifră este un tipar de mișcare care ia în mod obișnuit opt numere, deși cifrele cu patru sau 16 numere sunt, de asemenea, comune. Fiecare dans conține o colecție de figuri asamblate pentru a permite dansatorilor să progreseze de-a lungul setului (a se vedea "Progresia" de mai sus). 
Un număr (așa cum s-a utilizat mai sus) este o jumătate dintr-o măsură muzicală, cum ar fi o notă de sfert din 2  </br> 2 ore sau trei opt note în 6  </br> 6 timp. O numărare poate fi, de asemenea, numită pas, deoarece contra dansul este o formă de mers și fiecare număr al unui dans se potrivește de obicei cu un singur pas fizic într-o figură. 
Coregrafia tipică contra dansului cuprinde patru părți, fiecare 16 contează (8 măsuri). Piesele se numesc A1, A2, B1 și B2. Această nomenclatură provine din muzică: Majoritatea melodiilor contra dance (așa cum s-a scris) au două părți (A și B), fiecare 8 măsoară lung și fiecare se potrivește cu o parte a dansului. Părțile A și B sunt jucate de două ori la rând, prin urmare, A1, A2, B1, B2. În timp ce aceeași muzică este de regulă redată în, de exemplu, în părțile A1 și A2, în acele părți este urmată o coregrafie distinctă. Astfel, un contra dance este de obicei 64 de numărătoare și merge cu un ton de 32 de măsuri . Melodiile acestei forme sunt numite „pătrate”; melodiile care se abat de la această formă se numesc „ strâmb ”. 
Eșantion la contra dans: 
- Tradițional - activii fac cea mai mare parte a mișcării

Chorus Jig (Duple minor adecvat) 
A1 (16) Se deplasează spre exterior și spre spate. [Inactivii stau nemișcați sau fac o mișcare de leagăn]
A2 (16) Se deplasează în jos spre centru, se întorc individual, se întorc și se opresc. [Inactivii rămân nemișcați pentru primii 3  </br> 3, faceți un pas în sală și apoi participați la distribuție]
B1 (16) Activii se întorc în colțuri. [Inactivii participă la jumătate din rânduri]
B2 (16) Activii se întâlnesc la mijloc pentru un echilibru și o balansare, leagănul de la capăt orientat în sus. [Inactivii rămân nemișcați]
Notă: adesea, persoanele inactive vor rămâne în spate sau nu vor participa la dans, deși figurile nu solicită să se mute.
- Modern - dansul este simetric pentru activi și inactivi

Hay in the Barn de Chart Guthrie (Duple minor impropriu) 
A1 (16) Vecinii se leagănă și schimbă partenerul..
A2 (8) Doamnele formează lanțuri, (8)  Se salută, doamnele trec pe umerii drepți pentru a începe.
B1 (16) Partenerii se leagănă și se schimbă.
B2 (8) Femeile formează lanțuri, (8) Se  salută, doamnele trec pe umerii drepți pentru a începe.
Multe contra dansuri moderne au aceste caracteristici: 
- au șiruri din ce în ce mai lungi
- primele cupluri neadecvate duc la formarea Becket
- o coregrafie fluidă
- nimeni nu staționează pentru mai mult de 16 bătăi (de ex Primul echilibru și cuplul, termină cu fața în jos pentru a face linii de patru)
- o bătaie conține cel puțin un leagăn și, în mod normal, un partener și un vecin care se leagănă
- marea majoritate a mișcărilor dintr-un set de mișcări sunt bine cunoscute de către dansatori
- compus în mare parte din mișcări care te țin conectat cu ceilalți dansatori
- în general, dansat la 32 de baruri sau tambururi cântate între 110 și 130 bpm
- dansat cu o plimbare lină, cu o mulțime de rotiri și învârtiri

Un eveniment care constă în principal (sau doar) din dansuri în acest stil este uneori denumit un Modern Urban Contra Dance. 

## Muzică
Cel mai obișnuit repertoriu contra dance este înrădăcinat în tradiția anglo-celtică pe măsură ce s-a dezvoltat în America de Nord. Se folosește muzică irlandeză, scoțiană, franceză canadiană și veche, și de asemenea, melodii Klezmer . Repertoriul de odinioară include foarte puține dintre piesele comune. 
Melodiile utilizate pentru un contra dance sunt aproape întotdeauna „pătrate” cu 64 de bătăi de ritm, în care o singură dată prin melodie sunt fiecare două părți de 16 bătăi jucate de două ori (acesta este notat AABB). Cu toate acestea, orice ton de 64 de bătăi va face acest lucru; de exemplu, trei părți cu 8 bătăi ar putea fi jucate AABB AACC, sau două părți cu 8 bătăi și o parte cu 16 bătăi ar putea fi jucate AABB CC. Melodiile care nu au o lungime de 64 de bătăi sunt numite „strâmb” și sunt aproape niciodată folosite pentru contra dans, deși câteva dansuri strâmbe au fost scrise ca noutăți. Tonurile contrare sunt redate ca o gamă restrânsă de ritmuri, între 108 și 132 bpm. 
În ceea ce privește instrumentarea, viorile sunt considerate principalele instrumente de melodie în contra dance,  deși pot fi utilizate și alte instrumente cu coarde, precum mandolina sau banjo, pe lângă câteva instrumente de vânt, de exemplu, acordeonul . Pianul, chitara și contrabasul se găsesc frecvent în secțiunea ritmică a unei trupe contra dance.  Uneori, instrumente de percuție sunt de asemenea folosite în dans contra, cum ar fi irlandez Bodhran sau mai puțin frecvent, dumbek sau washboard .  În ultimii ani, unele dintre trupe au încorporat practica Quebecese de a atinge picioarele pe o tablă în timp ce cânta la un instrument (adesea ghicitorul). 
Până în anii ’70 era tradițional să cântăm o singură melodie pe durata unui contra dance (aproximativ 5-10 minute). De atunci, muzicienii contra dance au interpretat de obicei melodii în seturi de două sau trei melodii înrudite (și uneori contrastante), deși dansurile cu un singur ton devin din nou populare în unele trupe de nord-est. În repertoriile celtice este comună schimbarea clapelor cu fiecare ton. Un set poate începe cu o melodie în G, trece la o melodie în D și s-ar putea încheia cu o melodie în Bm. Aici, D este legat de G ca dominantă (5), în timp ce D și Bm împărtășesc o semnătură cheie a două ascuțite. În tradiția de altădată, muzicienii vor cânta aceeași melodie pentru întregul dans, sau vor trece la melodii cu aceeași cheie. Acest lucru se datorează faptului că acordările banjo-ului cu cinci șiruri sunt specifice cheii. O trupă de timp vechi ar putea reda un set de melodii în D, apoi să folosească timpul dintre dansuri pentru a reuni un set de melodii în A. (Viorile pot, de asemenea, să profite de această ocazie pentru a se reacorda; reglajele de tonuri specifice sau cheie sunt neobișnuite în tradițiile anglo-celtice americane, altele decât cele vechi. ) 
În repertoriile celtice este cel mai frecvent ca benzile să joace seturi de tambururi și seturi de jiguri. Cu toate acestea, având în vedere că structura de bătaie subiacentă a tijei și tambururilor este aceeași (două "numărătoare" pe bar), ocazional, se vor amesteca blocuri și tambururi într-un set. 
În ultimii ani, dansatorii tineri de dans contra  au început să stabilească „crossover contra” sau „techno contra” - contra dance pe muzică techno, hip-hop și alte forme moderne de muzică.  In timpulconcursurilor pentru DJ și apelanți,combinarea modelelor contra cu mișcări din hip-hop, tango și alte forme de dans a făcut ca această formă de contra dance să fie o tendință în creștere din 2008. Tehnologia diferă de alte contra dansuri, prin faptul că este de obicei făcută cu muzică înregistrată, deși există unele trupe care cântă în direct pentru dansuri tehno.  Tehnologia a devenit deosebit de răspândită în Asheville, NC, dar seriile obișnuite de techno contra dance se extind pe Coasta de Est în localități precum Charlottesville, VA,  Washington, DC,  Amherst, MA, Greenfield, MA și diverse Comunitățile de dans din Carolina de Nord, cu evenimente unice sau anuale  colaborare în locații mai îndepărtate spre vest, inclusiv California, Portland, OR și statul Washington. Uneori, acestea apar ca evenimente târziu în timpul weekend-urilor contra dansului.  Ca răspuns la cererea de tecno contra, o serie de apelanți contra dance au dezvoltat repertorii de cântece înregistrate pentru a juca care se potrivesc cu anumite contra-dansuri; acești apelanți sunt cunoscuți ca DJ  A apărut un fel de tehnologie / contra-fuziune tradițională, cu cel puțin o trupă, Buddy System,  cântă muzică live topită cu sunete sintetice pentru dansuri contra techno. 
Unele dintre cele mai populare trupe contra dance din ultimii ani sunt Great Bear, Perpetual E-Motion, Buddy System, Crowfoot, Elixir, Mean Lids, Nor'easter, Nova, Pete's Posse, Stringrays, Syncopaths și Wild Asparagus . 